# Cueta punctulata
Cueta punctulata är en insektsart som först beskrevs av Jules Pièrre Rambur 1842.  Cueta punctulata ingår i släktet Cueta och familjen myrlejonsländor. Inga underarter finns listade i Catalogue of Life.